# Al Intiqad
Al Intiqad (arabiska för "kritik") är en libanesisk veckotidning som är språkrör för shiamuslimska organisationen Hizbollah.
Den 21 februari 2006 hade tidningen en längre intervju med Jan Myrdal.